# Sadikou Ayo Alao
Sadikou Ayo Alao (Porto-Novo, 1943) is een Beninse rechtsgeleerde.
Hij is de oprichter en voorzitter van de Groupe d'Études et de Recherches sur la Démocratie et le Développement Économique et Social en Afrique (GERDDES-AFRIQUE) en lid van de Club van Rome. 
Alao heeft rechten gestudeerd. Hij heeft gewerkt als politiecommissaris en als docent civiel recht en ondernemingsrecht aan de universiteit van Benin. In 1977 werd hij jurist bij de Banque Africaine de Développement in Abidjan (Ivoorkust).
Alao heeft meerdere publicaties op zijn naam staan, waaronder Elections en Afrique: bilan critique et perspectives en Justice indépendante et développement.